# عماش جديع
عماش جديع سياسي واستاذ مواليد(1937) وزير وبرلماني ومحافظ سوري

## ولادتة وتعليمة
ولد عماش عصمان جديع في مدينة البصيرة بريف دير الزور وعاش ودرس فيها ومن ثم غادرها حتى أكمل دراسته وبعدها عاد إلى مدينته والتحق بالعمل السياسي والوظيفي
كما انه خريج دار المعلمين عام 1961 إجازة في الحقوق جامعة دمشق عام 1968

## وظائفه ومناصبه
- عضو قيادة فرع في ديرالزور 1970 مكتب الفلاحين .
- قاضي صلح في ديرالزور 1972.
- محافظ القنيطرة عام 1975 .
- محافظ درعا عام 1978.
- محافظ ادلب عام 1980.
- وزير للزراعة عام 1981.
- عضو مجلس شعب للدور التشريعي الرابع عام 1986.
- أمين فرع الحزب في دير الزور عام 1988.
- عضو مجلس شعب للدور التشريعي السادس عام 1996.